# Lethaia
Lethaia (altgriechisch Ληθαία Lēthaía), Gemahlin des Olenos, ist eine Gestalt der griechischen Mythologie.
Das Paar ist nur aus einer Stelle bei Ovid überliefert. Offenbar hatte Lethaia sich einer Göttin gegenüber ihrer Schönheit gerühmt – ein Vergehen, das nicht ungesühnt bleiben durfte. Olenos wollte die Strafe auf sich nehmen, woraufhin beide in Steine verwandelt wurden.
Ovids Formulierung umida Ide ‚quellenreicher Ide‘ wird so interpretiert, dass es sich bei dem Ort des Geschehens um das troische Ida-Gebirge handelte.